# Demeter and Persephone (Tennyson)
Demeter and Persephone – poemat angielskiego poety Alfreda Tennysona, zawarty w tomie Demeter and Other Poems, wydanym w 1889. Utwór jest napisany wierszem białym (blank verse).